# Machbarkeitsstudie
Die Machbarkeitsstudie (englisch feasibility study), auch Machbarkeitsanalyse, Machbarkeitsuntersuchung oder Projektstudie genannt, ist ein Instrument und gleichzeitig eine Grundlage für die Entscheidung, ob und wie ein Projekt durchgeführt werden kann. Sie ist bereits grob richtungsweisend für die Durchführung und den Umfang eines Projekts. Die Bezeichnung „Projektstudie“ war in der DIN-Norm 69905 festgelegt, jedoch hat sich dieser Begriff nicht in der Praxis durchgesetzt und in der DIN 69901-5, die diese abgelöst hat, wird der Begriff nicht mehr genannt.
Sie ist bereits im frühen Stadium der Initialisierungsphase zu finden und reicht bis in die darauffolgende Angebotsphase. Eine Machbarkeitsstudie ist in der Realisierungsphase bereits vollständig abgeschlossen. Ist dies nicht der Fall, kann es zu unerwarteten und erheblichen Einschränkungen sowie Hindernissen kommen.
Das Ziel einer Machbarkeitsstudie ist eine Entscheidungsgrundlage über die Durchführbarkeit eines Projektes zu schaffen und gezielt vor Projekten zu warnen, deren Misserfolg absehbar ist.
Häufig führt der Auftraggeber vor einem Projekt eine eigene grobe Machbarkeitsstudie im Zuge der eigenen Initialisierungsphase durch. Die umfangreiche und sorgfältige Machbarkeitsstudie, welche auch in diesem Artikel beschrieben ist, wird durch den Auftragnehmer im Zuge der Angebotsphase durchgeführt. Sie begleitet den gesamten Projektplanungsprozess.

## Machbarkeitsprüfung
Die Machbarkeitsprüfung stellt den Hauptteil der Machbarkeitsstudie dar. Darin werden im Wesentlichen folgende Punkte abgehandelt:
- organisatorische Umsetzung
- wirtschaftliche Machbarkeit (z. B. Kostenrahmen, Finanzierung)
- technische Machbarkeit
- Ressourcen und Verfügbarkeit (z. B. Mensch, Maschinen, Flächen, Material und Zeit)
- zeitliche Umsetzung
- rechtliche Umsetzung

Somit ist die Machbarkeitsstudie eine erweiterte Machbarkeitsprüfung, die neben technisch-wissenschaftlichen Analysen auch Pilottests und Computersimulationen beinhaltet sowie Stichproben und Expertenbefragungen einschließt.

## Technische Machbarkeit
Bei technischen Produkten werden Probleme verschiedenster Eigenschaften erkannt, definiert und gelöst. Hierzu eignet sich der Konstruktionsprozess, anhand dessen die Probleme und Eigenschaften der Produkte in verschiedenen Phasen erkannt und analysiert werden. In den verschiedenen Phasen werden Anforderungen und Probleme sichtbar, welche dann die technische Machbarkeit des Produktes erkennen lassen.
Vorab wird in der Regel geprüft werden, ob es bereits ein vergleichbares Projekt gab / gibt, da es oft Parallelen gibt, auf die man sich beziehen kann. Es erspart Aufwand, Zeit und hilft Fehlern vorzubeugen.
Der Gesamtentwurf, welcher am Ende des Konstruktionsprozesses entstanden ist, kann auf folgende Aspekte überprüft werden:
- Berechnungen bezüglich technischer Komponenten und Bauteile wurden durchgeführt.
- Praxistauglichkeit wurde durch Experimente und Tests sichergestellt.
- Die Fertig- und Montierbarkeit wurde geprüft.
- Die Verfügbarkeit aller Roh-, Hilfs- und Betriebsstoffe ist gewährleistet.
- Das aufgestellte Budget wurde eingehalten.

## Wirtschaftliche Machbarkeit
Zusätzlich zur Prüfung der technischen Machbarkeit wird das Projekt auch auf die kaufmännische Durchführbarkeit geprüft. Dazu gehört die Prüfung der Finanzierbarkeit, der Rentabilität und die Prüfung der gesicherten Liquidität. Ökonomisch sinnvoll ist ein Projekt, wenn es in einem festgelegten Zeitraum mehr Vorteile bringt, als finanzielle Mittel aufgewendet wurden.

## Stakeholder-Interessenanalyse
Der Projekterfolg ist je nach Projekt stark abhängig von der Interessenslandschaft der Stakeholder. Die Stakeholder-Interessen sind wichtig, weil ein Projekt durch Interessensgruppen so erheblich blockiert werden kann, dass es endgültig scheitert.

## Risikoanalyse
Den Definitionen ist zu entnehmen, dass ein Risiko eine Bedrohung für das effizienteste Erreichen des Projektziels darstellt.
Eine Risikoanalyse wird in der Regel als letzte Teilanalyse einer Machbarkeitsanalyse vorgenommen, da diese die umfangreichste Analyse darstellt. Ist bei vorherigen Analysen zu erkennen, dass ein Projekt technisch, wirtschaftlich oder aufgrund anderer Faktoren nicht zu empfehlen ist, kann aufgrund dieser Kriterien bereits eindeutig das Scheitern vorhergesagt werden. Das Ziel der Risikoanalyse ist die rechtzeitige Gefahren- und Chancenerkennung sowie deren korrekte Beurteilung.
Hier wird nun auch der Umfang dieser Analyse deutlich: Es werden Risiken frühzeitig erkannt und eingeschätzt. Des Weiteren können auch Chancen eines Projektes in diesem Unterpunkt der Machbarkeitsanalyse untersucht werden. Sie dienen dazu, mögliche Vorteile vor der Konkurrenz zu entdecken und wettbewerbsfähig zu bleiben. Je nach Umfang des Projektes kann diese Analyse ein großes Ausmaß annehmen, da folgende Punkte beachtet werden sollten:
- Technische Risiken
- Planungsrisiken
- Vertragliche Risiken
- Kaufmännische Risiken
- Personelle Risiken
- Politik- und Umweltrisiken
- Chancenanalyse